# Аннали королівства франків
Аннали королівства франків (лат. Annales regni Francorum;), також відомі під назвами «Королівські аннали» (лат. Annales regni) та «Великі Лоршські аннали» — щорічні записи подій, що відбувались у Франкському королівстві у 741-829 роках і велися при дворі Карла Великого, носячи офіціозний характер. Відомі у двох редакціях. Перша редакція складається з двох частин: перша частина описує події за 741-788 (793) роки і складена на основі Малих Лоршських анналів, друга частина охоплює події за 789-829 роки, писалася паралельно подіям і послідовно декількома особами. Другя редакція охоплює 741 - 800 роки, ким вона складена, точно не віломо (найвірогідніше Ейнгардом). «Аннали королівства франків» є одним з найважливіших джерел з історії Франкського королівства.

## Загальна характеристика
Аннали як такі виникли із записів на краях великодніх таблиць, які велися в монастирях. Пізніше ці записи збирали, доповнювали і вони перетворювалися в самостійні твори. Аннали були поширені досить широко, але до наших днів дійшли лише порівняно невеликі уривки. До анналів потрапляли в основному події, пов'язані з історією того монастиря, де вони велися. Анналісти, також записували, і ті події «профанної» історії, які міг охопити їхній кругозір. «Аннали королівства франків», виникли в правління перших Каролінгів і велися при королівській капелі. Вони повинні були відображати діяння монарха і тим самим служили для його звеличення в очах сучасників і нащадків.
«Аннали королівства франків» були названі так у XIX столітті Леопольдом фон Ранке (1795-1886) і охоплюють період 741-829 років. «Аннали королівства франків» починаються з 741 року — датою початку правління Піпіна Короткого — і завершуються 829 роком, розпадаючись прицьому на текстологічно виокремлені частини, одні з яких є зведеними записами окремих подій ряд літ (як, наприклад, частина від 741 року до 788 року), інші — послідовними щорічними повідомленнями. Хоча найстаріший манускрипт виявили в Лоршському монастирі біля Вормса (тому до 1854 року аннали називалися «Великі Лоршські аннали»), Ранке вважав, що вони написані при королівському дворі. Він вважав, що складання «Анналів королівства франків» було ініційовано Ангільрамом, королівським капеланом у 784-791. Відомо, що Ангільрам заохочував історіописання.

## Структура
Структура анналів неоднорідна. Відомі п'ять класифікацій рукописів даних анналів (за Фрідріхом Курцом):
A) Найстаріші рукописи: Лоршський (A1), нині втрачений, доведений до 788 року і доповнений до 793 року з так званих Лоршських анналів; Флорентійський рукопис (A2), в якому міститься уривок «Анналів королівства франків» за 741-749 роки. Належність Флорентійського рукопису до класу А встановлюється з того, що під 748 роком ім'я Свідгер замінено на ім'я Лантфрід.
B) рукописи, доведені до 813 року: Ватиканський (В1) IX століття; загублений рукопис, використаний Регіно Прюмським при написанні його хроніки (B2); Ватиканський Х століття (В3), що містить Лоршські аннали і «Аннали королівства франків» до 806 року як продовження Лоршських; Паризький рукопис XI століття (В4), який містить текст, відсутній у В1; загублений рукопис, що належав Жану де Тілю і опублікований дю Шесне (В5), в якому «Аннали королівства франків» доведені до 807 року.
C) рукописи цього класу мають одне спільне для них речення під 826 роком, відсутнє в рукописах інших класів. У цій групі виділяються підкласи: Сх) виготовлювач рукописів Сх доповнив опубліковані ним «Книгу історії франків» і «Продовжувачів Фредегара» «Анналами королівства франків». Серед них відомі: Паризький IX століття (С1) і Петербурзький Х століття (С2), що містить також «Короткі Баварські аннали», «Життя Карла Великого», анонімний рукопис «Життя імператора Людовіка» і «Генеалогію королів франків»; Су) рукописи цієї групи продовжують «Аннали королівства франків» до 837 року.
D) рукописи, що містять вставки під 785 і 792 роками про змови Хардрада і Піпіна Горбатого. У цьому класі відомі рукописи: Віденський IX століття (D1), що містить також «Книгу історії франків» і «Продовжувачів Фредегара», «Аннали королівства франків» в ній доведені до 814 року (до смерті Карла Великого); втрачений рукопис (D2), використаний публікатором «Фульдських анналів», яка починається з 771 року, а уривок 796-827 років майже повністю повторює «Аннали королівства франків»;
Е) версія анналів перероблена Псевдо-Ейнгардом. У цей клас входять рукописи: Віденський IX століття (Е1), виявлений в бенедиктиктському монастирі Гьотвайг (Австрія); Паризький рукопис Х століття з Бека (Е2). Рукописи класу E, Лоршської групи (Е2-Е7) поділяються на два підкласи:
1) Трірський рукопис (Е3), виявлений в Прюмському монастирі і Паризький рукопис (Е5), що походить з Лотарингії. У Е3, Е5 крім «Анналів королівства франків» містяться і інші джерела. Вони йдуть у такому порядку: Теган розділи 1-7, «Життя Карла Великого» Ейнгардом, «Аннали королівства франків», Теган розділи 8-58. До першого підкласу Лоршської групи класу Е належить також рукопис британського музею (Е4) в якому джерела йдуть у такому порядку: «Життя Дагоберта», «Життя Карла Великого», Теган 1-7, «Аннали королівства франків» до 827 року, анонімний рукопис «Життя імператора Людовіка», Теган 8-22.
2) підклас, куди входять Ганноверський (Е6) і Монакський (Е7) рукописи. Е6 відноситься до ХІ століття і, вочевидь, походить з Швабії. Вона зіпсована на початку і в кінці. У цьому рукописі «Аннали королівства франків» об'єднані із твором Ноткера Заїки в «Діяння Карла Великого». Е7 походить з Штадтамхофа (біля Регенсбурга). Тут «Життя Карла Великого» Ейнгарда складає першу книгу, «Аннали королівства франків» - другу, «Діяння Карла Великого» Ноткера - третю і четверту книги.
За відредагованим варіантом (клас Е) закріпилася назва, «Аннали псевдо-Ейнхарда». Під 801 роком вони зуміщаються з початковим варіантом і далі йдуть одним потоком. Сучасні дослідники сходяться на думці, що «Аннали» були складені кількома авторами, чиї імена не відомі. Не викликає сумніву лише те, що всі вони були близькі до королівського двору .
Б. В. Шольц вважає, що їх було троє. Перша частина анналів охоплює 741-793 роки. Перший анналіст імовірно почав роботу в 788 році. Він довів аннали до цього року, а потім продовжив їх до 793 року. Для першого анналіста характерні: 1) замовчування великих військових невдач і політичних потрясінь, наприклад поразки франків в Ронсевальській ущелині в 778 року, змови Піпіна Горбатого у 792 році; 2) відмінна інформованість про події, відібраних для фіксації. Перший упорядник «Анналів королівства франків» у деталях описує підготовку і проведення військових кампаній, прийом посольств та інші політичні події світського характеру. Анналіст демонструє знайомство з мовою законів та інших офіційних документів.

## Поділ хроніки на частини за укладачами
- Джерелами для першого фрагмента «Анналів королівства франків» були продовжувачі Фредегара (до 768 року), Репуарські аннали від яких також походять аннали святого Аманда (майже до 772 року), Петавіанські аннали (до 778 року), Мурбахські, Гвельфербітанські, Назаріанські, Алеманські аннали (всі приблизно до 781 року), рання редакція Лоршських анналів, від якої також відбуваються Мозельські аннали (доходять до 785 року). Анналіст також користувався палацовим архівом і записами дат Різдва та Великодня. Нарешті, він описував події, про які дізнавався або сам, перебуваючи в королівському оточенні, або маючи джерелом когось з королівської свити. Найвірогіднішим кандидатом на роль першого укладача «Анналів королівства франків» є член королівської капели, клірик Монод.

- Друга частина початкової версії анналів на думку Шольца включає в себе період 793-807 років. Зміну автора анналів дослідник приурочує до переїзду двору Карла Великого з Вормса в Аахен. Оскільки «Аннали королівства франків» фіксують пожежу у Вормському палаці в 790 році, а переїзд в Аахен тільки в 794 році, то варіюється і дата зміни анналіста. Щорічні записи другої частини анналів синхронні з описуваними подіями. Вони носять менш офіційний характер. Визначити особу другого анналіста поки не вдається[4]. У XIX-початку XX століття деякі дослідники (Курц, Сімсон, М. Маніцій та інші) вважали, що другим укладачем «Анналів королівства франків» був Ейнгард. Йому також приписували і відредаговану версію джерела, так звані (Annales Einhardi) і яку нині переважно називають в безособовій формі «Переробленими анналами» (Annales rectractari) або просто «Переробкою» (Umarbeitung). Це не лише стилістична, але частково і фактична переробка первісної редакції анналів, здійснена, очевидно, на початку 830-их років за один раз (тобто подальших редагувань цієї редакції більше не проводилось). Додавання у первинну версію були зроблені Псевдо-Ейнгардом в записах за 749, 750, 754 роки[6]. За основу гіпотези про авторство Ейнгарда мало місце у творі Оділо Суассонського «Перенесення [мощей] св. Себастіана», де він називає Ейнгарда автором «Діяння цезарів Карла Великого і [його] сина Людовіка». Оділо посилається на цю працю, коли повідомляє під 826 роком про перенесення мощей святого Себастіана єпископом Хільдвіном. Такий запис є також і в «Анналах королівства франків». Це дозволяє ототожнити згадані Оділо «Діяння цезарів» в «Анналах королівства франків». Додатковими аргументами на користь Ейнгарда вважалися збіг кінця його придворної кар'єри з закінченням анналів, а також той факт, що в деяких рукописах аннали королівства франків слідують за «Життям Карла Великого»[7]. Подібність мови у відредагованій версії «Анналів королівства франків» і у творі Ейнгарда «Життя Карла Великого» ще один аргумент на користь авторства Ейнгарда. Однак подібність може пояснюватися як запозиченням тексту, так і впливом одних і тих же класичних зразків латинської мови на Ейнгарда і на другого анналіста. Авторство Ейнгарда відносно другої частини «Анналів королівства франків» не підтверджується сучасними дослідниками.

- Третя частина «Анналів королівства франків» охоплює період 807-829 років. Її упорядник також невідомий[8]. Макс Маніцій, вважав, що відредаговані «Аннали королівства франків» написані Ейнхардом, тим не менш зазначав, що їх закінчення належить іншому авторові, імовірно якомусь саксу. «Аннали королівства франків» нерідко переписувалися. Ще в IX столітті інформація з них потрапила в хроніку Регіна Прюмського, в Лоббські аннали, а «Бертинські аннали» стали продовженням «Анналів королівства франків».

## Значення хроніки
Наявний у «Анналах королівства франків» фактичний матеріал у цілому багатий і досить точний. Крім докладних даних з воєнної і дипломатичної історії в анналах є деякі свідчення про клімат, урожаї, смертність, землетруси, астрономічні явища, окремі відомості про господарство, культуру тощо. За анналами можна найповніше відтворити воєнну і частково дипломатичну діяльність Карла Великого; інші сторони його політики залишаються в тіні. Разом з тим матеріал анналів не лише однобічний, але інколи не відповідає історичній правді. Найбільше перекручено записи про воєнні невдачі в Іспанії і, особливо, в Саксонії. Так про невдалий результат першого іспанського походу Карла Великого у 778 році і про поразку ар'єргарду франкських військ у Ронсельванській ущелині в анналах немає жодного слова. Що ж стосується поразок франків у Саксонії у 775 і 778 роках, то під пером анналіста вони перетворились на перемоги. Але з тим «Аннали королівства франків», незважаючи на тенденційність, зумовлену офіційним, придворним характером цього твору, залишаються одним з найважливіших джерел з історії Європи доби Каролінгів. Вони стали основою для подальшої літописної традиції в Західно- і Східнофранкських королівствах.